# グアナイウ
グアナイウ（学名　Phalacrocorax bougainvillii あるいは　Leucocarbo bougainvillii、英名　Guanay Cormornat　あるいは　Guanay Shag)はペルーの太平洋沿岸とチリ北東部に生息するウ科に属する鳥である。
（パタゴニア大西洋岸に分布していたアルゼンチンの個体数は消滅したとみられる。）

## 分布
繁殖後、グアナイウの集団はチリの南部とエクアドルの北方に広がり、はるか北のパナマとコロンビアにまで及ぶ。これは恐らくエルニーニョの年に食料不足が起こることで大規模な散布が起こるためとみられる。
主要な生息地には、海の浅瀬と岩岸が含まれる。

## 形態
グアナイウはイワウ（英語名　Rock Cormant,学名　Phalacrocorax magellanicus）と外見的な特徴は似ているが、イワウより大きく、くちばしの先から尾の先までの長さは78センチメートルと測定されている。
くちばしは赤の混じった下地に灰色をしている。顔は緑色の目をしていて赤い。バラ色の足を持つ。頭、首、そして背中の体の外側にあたる部分は黒い。喉、胸、そして胴体は白い。夏羽の時期は頭と首の側面に白い羽をもつようになる。

## 生態など
繁殖期は年中行われ、11月と12月にピークを迎える。平らな表面をもつ沖の島か、人里離れた岬のあるグアノ（糞石、海鳥の糞などが堆積して固まったもの）に巣をつくる。1メートル四方ごとに3つの巣を作るという高密度なコロニーを形成する。そこにグアナイウは約63×40ミリメートルの大きさの卵を2-3個産み落とすのである。
グアナイウは主にペルーカタクチイワシとペルーランプロースを餌として与えるが、それらは寒いフンボルト海流に生育している魚である。グアナイウはこのグアノの主たる生産者なのである。グアノの分解が終わり、過剰に魚が捕食されると1984年に見積もられた300万羽という数値から約30%の個体数が着実に減少していく結果となった。そのため、この種はIUCN（国際自然保護連合）によってNTリストに指定されている。
学名のbougainvilliiはフランスの探検家Louis Antonie de Bougainvilleを記念した名前に由来している。